# José Echeveste Galfarsoro
José Echeveste Galfarsoro (Irun, 19 de març de 1899 - Irun, 7 de desembre de 1982) fou un futbolista basc de la dècada de 1920. Va ser internacional amb la selecció espanyola.

## Trajectòria
Jugava a les posicions d'extrem o d'interior. Passà tota la seva carrera al club Real Unión de la seva ciutat natal, jugant entre 1919 i 1932. Guanyà dues copes d'Espanya els anys 1924 i 1927. Fou quatre cops internacional amb la selecció espanyola, una davant França, una amb Suïssa i dues contra Itàlia.

## Palmarès
- Copa espanyola:
  - 1924, 1927